# Doktorátus
A doktor átirányít ide. Lásd még: orvos.
A doktorátus legtöbb országban a legmagasabb tudományos fokozat. Magyarországon és egyes közép- és kelet-európai országokban létezik egy doktorátus fölötti fokozat is, a habilitáció (dr. hab.) ami doktorátusvezetésre és -elbírálásra jogosít.
A szó a latin docere-ből ered, aminek jelentése „tanítani”, és rövidített változata a licentia docendi (tanítási jogosítvány) címnek. A latin kifejezés az arab idzsazat attadrisz fordítása, amivel a tanításra jogosult iszlám-kutatókat illették.

## Doktorátustípusok
A titulus középkori kezdetei óta sokféle értelmezésen és kategorizáláson ment át, ami országonként és egyetemenként változott. Megkülönböztetünk doktori fokozatot és doktori címet.

### Doktori (tudományos) fokozat
A mai Magyarországon megszerezhető egyetlen tudományos fokozat (doktori fokozat) a PhD (Philosophiæ Doctor) és az ennek megfelelő művészeti DLA (Doctor of Liberal Arts) fokozat. (Ez a tudományos fokozat csak a zeneművészet, képzőművészet, az iparművészet és az építőművészet területén szerezhető meg.) A korábban megszerzett, az MTA által adományozott a tudomány(ok) kandidátusa és a tudomány(ok) doktora fokozatokat azonban a magyar jog továbbra is elismeri tudományos fokozatokként. A PhD-vel vagy DLA-val rendelkező személyek használhatják nevük előtt a Dr. rövidítést.

### Doktori cím
A foglalkozásdoktori cím a jogszabályban meghatározott oklevél megszerzésével járó cím. Magyarországon ilyen az általános orvosok doctor medicinæ universæ (dr. med.), a fogorvosok doctor medicinæ dentalis (dr. med. dent.), az állatorvosok doctor medicinæ veterinariæ (dr. med. vet.), a gyógyszerészek doctor pharmaciæ (dr. pharm.), a jogászok doctor juris (dr. jur.) és az államtudományi szakon oklevelet szerzett személyek doctor rerum politicarum (dr. rer. pol.) titulusa. Érdekesség, hogy Magyarország személyi- és lakcímnyilvántartásában ezeket a címeket ugyanúgy „DR.” jelöléssel veszik fel, mint a PhD fokozatot.
A régi egyetemi doktori cím, majd 1984-től fokozat (dr. univ.) tudományos kutatómunkához kötött, egyetemeken szerzett, akadémia által el nem ismert tudományos fokozat volt 1957–1993 között, azaz a PhD bevezetéséig.
A régi tudományok kandidátusa („jelölt”) fokozat (CSc.) 1997 óta már nem szerezhető, de a megszerzett fokozat kandidátusi címként ma is tovább használható, a felsőoktatási törvény alapján a PhD fokozatnak felel meg. Ez az egyetemi doktori cím és a tudományok doktora fokozat közé eső első tudományos fokozat volt, amelynek kiállítására az MTA, vagy más szocialista ország tudományos akadémiája, ill. erre jogosított tudományos intézete volt jogosult. Mai utóda és nemzetközi megfelelője tulajdonképpen a PhD fokozat.
Doktori címnek minősül az MTA által adományozott az MTA doktora cím is, a köznyelvben: nagydoktor. Ennek 1995 előtti megfelelője volt a tudományok doktora fokozat (mindkettő rövidítése: DSc.). Ezt a címet csak PhD. vagy CSc. fokozattal rendelkező személy nyerheti el, fokozatszerzését követően minimum öt esztendővel, de nem ritka, hogy húsz-harminc évbe is beletelik a megszerzése. Az MTA doktora cím igen magas tudást tanúsít, a Magyar Tudományos Akadémia levelező tagja 1949 óta csak az MTA doktora címmel rendelkező személy lehet.
A tiszteletbeli doktorátus (doctor honoris causa) egy kutató formális kitüntetése egy egyetem által a szakterületén elért kiváló eredményeiért. Lehetséges azonban, hogy a cím nem akadémikus, hanem egyéb eredmények kitüntetésére szolgáljon. A doctor honoris causának nincsenek formális követelményei, viszont legtöbb esetben a kitüntetett munka felér egy standard doktori szinttel.